# چانگ ون-چونگ
چانگ ون-چونگ (انگلیسی: Chang Wen-chung؛ زادهٔ ۱۷ آوریل ۱۹۶۸) بازیکن بیسبال اهل تایوان است.